# Jorge Mora
Jorge Armando Mora Guzmán (ur. 16 stycznia 1991 w Guadalajarze) – meksykański piłkarz występujący na pozycji ofensywnego pomocnika.
Jest synem Octavio Mory, bratankiem Víctora Hugo Mory, siostrzeńcem Daniela Guzmána i bratem ciotecznym Daniela Guzmána, innych meksykańskich piłkarzy.

## Kariera klubowa
Mora urodził się w mieście Guadalajara i jest wychowankiem tamtejszej drużyny Chivas. Do seniorskiej drużyny został włączony w trakcie sezonu Clausura 2011 przez szkoleniowca José Luisa Reala. W meksykańskiej Primera División zadebiutował 19 lutego 2011 w wygranym 4:1 spotkaniu domowym z Pachucą i już w 27 sekundzie tego meczu strzelił pierwszego gola w profesjonalnej karierze.
| Sezon     | Klub           | Kraj   | Rozgrywki        | Mecze | Bramki |
| --------- | -------------- | ------ | ---------------- | ----- | ------ |
| 2010/2011 | CD Guadalajara | Meksyk | Primera División | 3     | 1      |
| 2011/2012 | CD Guadalajara | Meksyk | Primera División |       |        |

## Kariera reprezentacyjna
W 2011 roku Mora został powołany do reprezentacji Meksyku U–20 na Młodzieżowe Mistrzostwa Ameryki Północnej. Występujący na tym turnieju z numerem 10 zawodnik Chivas rozegrał dwa spotkania, strzelił jednego gola i razem ze swoją drużyną triumfował w rozgrywkach. Prowadzona przez Juana Carlosa Cháveza meksykańska kadra zakwalifikowała się na Mistrzostwa Świata U–20 w Kolumbii, gdzie zajęła trzecie miejsce, jednak Mora nie znalazł się w składzie na światowy czempionat.